# Château de Fitou
Le château de Fitou est un château situé à Fitou, en France.

## Description
Sur environ 1 000 m2 le château se situe sur un site dominant le village de Fitou, les étangs de Leucate et la mer. 

## Localisation
Le château est situé sur la commune de Fitou, dans le département français de l'Aude.

## Historique
La date de construction du château de Fitou n'est pas connue, une villa romaine pourrait l'avoir précédé.     
Par son testament daté de 990, la vicomtesse de Narbonne lègue in vila de Fictorius à Ermangaud de Narbonne. Son territoire s'étendait sur plus de trois mille hectares. La famille de Perignan possédait la plénitude des droits seigneuriaux sur Fitou et accordait à des vassaux les titres et droits qui étaient légitimement leur propriété. Le territoire du château s'étendait jusqu'à la frontière de Salses.     
Le château par sa situation, fut maintes fois exposé aux hasard de la guerre, il fut assiégé, brulé et reconstruit plusieurs fois. Un grand nombre de seigneurs y régnèrent.     
Après la chute du château de Montségur, et la défaite des Cathares, le Seigneur de Niort, hérétique, se convertit au christianisme et s'établit au château. L'un des derniers fait de guerre relate que le 19 mai 1635 le Cardinal de Richelieu déclare la guerre à l'Espagne. 27 mois plus tard les Espagnols avancent sur Fitou en deux colonnes, la première venant de Claira transformée en place forte, se compose de 2 000 fantassins et 400 chevaux, la seconde vient de Salses avec 12 000 fantassins, tambours battant, enseignes aux vent et 1 200 cavaliers, cornettes en tête. Les Cabannes de Fitou, le village et le château malgré ses murailles, capitulent dès les premiers assauts.      
La famille d'Aragon fut la dernière seigneurie à occuper le château jusqu'à la révolution de 1789. Le château a été pillé et brulé en 1843.     
Longtemps il servit de carrière de pierre pour la construction du village actuel à la suite d'un procès-verbal de destruction émanant de la préfecture, puis les ruines menaçantes au-dessus du village et la commune n'ayant pas les moyens d'entreprendre sa restauration du vendre l'édifice à un particulier.     
Monsieur et Madame Gaillot antiquaires à Paris entreprirent sa restauration à partir de 1972 avec un résultat final approximatif. Devenu tour à tour une discothèque puis un musée, il est revendu en 2015 et ne se visite plus.     
L'édifice est inscrit au titre des monuments historiques en 1948 et ses abords sont inscrits au titre des sites naturels depuis 1942.

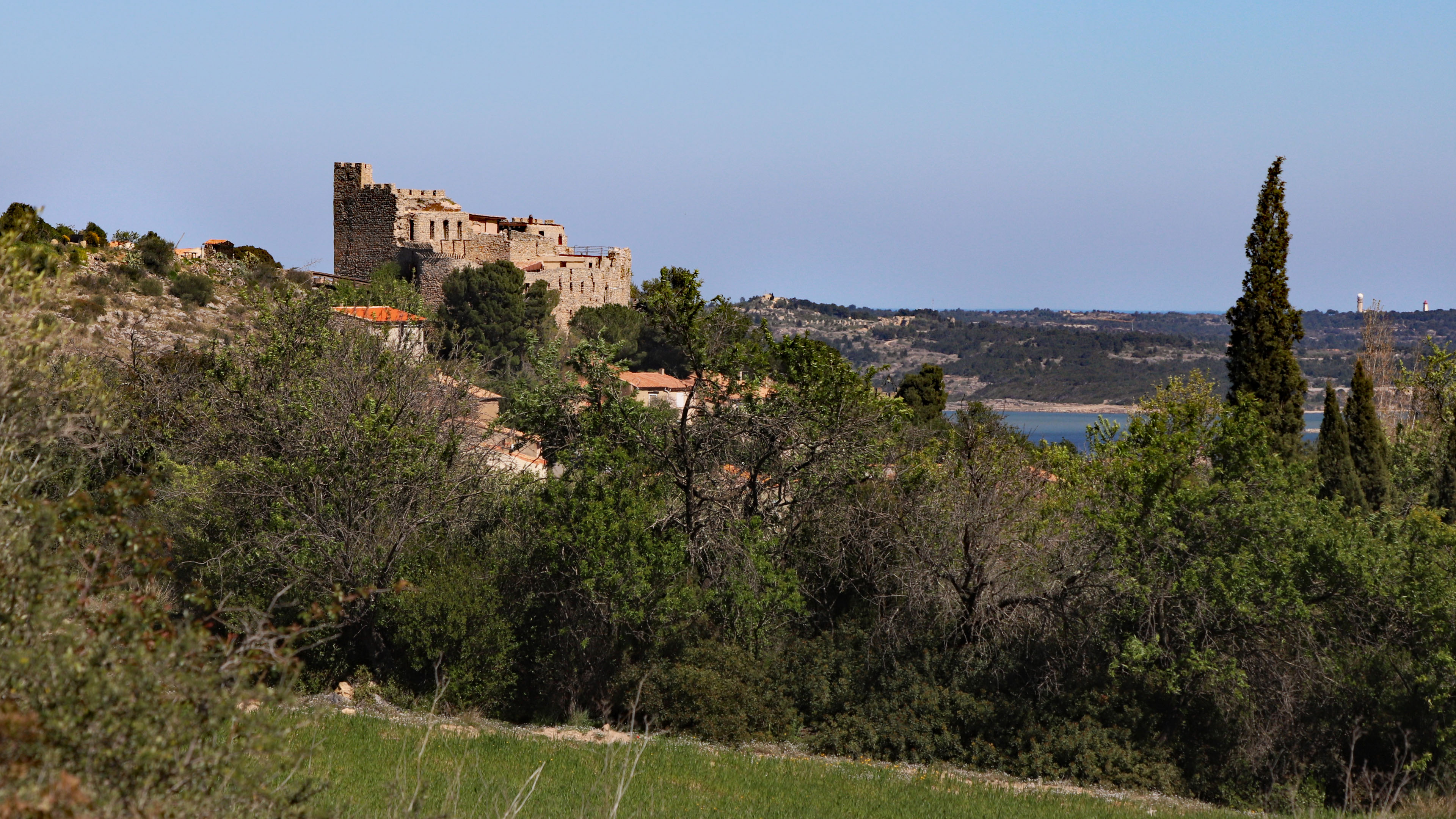